# Karen van der Veen
Karen van der Veen, zwischenzeitlich Karen Swanepoel, (* 7. Januar 1966 in East London) ist eine ehemalige südafrikanische Leichtathletin, die sich auf den Hürdenlauf spezialisiert hat. Sie gewann sie zwei Medaillen bei Afrikaspielen und Afrikameisterschaften zu Beginn der 1990er Jahre.

## Sportliche Laufbahn
Erste internationale Erfahrungen sammelte Karen van der Veen vermutlich im Jahr 1992, als sie bei den Afrikameisterschaften in Belle Vue Maurel in 13,29 s die Silbermedaille im 100-Meter-Hürdenlauf hinter der Nigerianerin Ime Akpan gewann. Im Jahr darauf gewann sie bei den Afrikameisterschaften in Durban in 58,23 s die Bronzemedaille über 400 m Hürden hinter der Nigerianerin Omotayo Akinremi und ihrer Landsfrau Lana Uys. 1995 wurde sie bei den Weltmeisterschaften in Göteborg im Halbfinale über 400 m Hürden disqualifiziert, ehe sie bei den Afrikaspielen in Harare in 57,0 s die Silbermedaille hinter der Nigerianerin Omolade Akinremi gewann. Zudem gewann sie auch mit der südafrikanischen 4-mal-400-Meter-Staffel in 3:33,68 min gemeinsam mit Marie-Louise Henning, Adri van der Merwe und Lana Uys die Silbermedaille hinter dem nigerianischen Team. Im Jahr darauf nahm sie über 400 m Hürden an den Olympischen Sommerspielen in Atlanta teil und schied dort mit 57,00 s in der ersten Runde aus. Daraufhin trat sie nicht mehr international in Erscheinung.
In den Jahren 1991 und 1992 wurde van der Veen südafrikanische Meisterin im 100-Meter-Hürdenlauf sowie 1987, 1995 und 1996 über 400 m Hürden.

## Persönliche Bestzeiten
- 100 m Hürden: 13,60 s (−0,4 m/s), 3. April 1996 in Pietersburg
- 400 m Hürden: 56,32 s, 8.  August 1995 in Göteborg